# Pont Saint-Ange
Le pont Saint-Ange (en italien : Ponte Sant'Angelo) est un pont de Rome, qui relie les deux rives du Tibre face au château Saint-Ange. Il fut construit en 134 sous le règne de l'empereur Hadrien (Publius Ælius Traianus Hadrianus), qui lui donna son nom, Pons Ælius.

## Histoire

### Pons Ælius
Le Pons Ælius a été bâti par Hadrien comme en témoignent les inscriptions dédicatoires retrouvées à chaque extrémité. La date exacte de sa construction est incertaine, malgré la découverte de marques de fabrication datant quelques briques de 123. Des dates postérieures ont été proposées : 130, 132, 134, ou entre 125 et 130. Richement orné de Victoires et de trophées, il offre un accès majestueux au mausolée impérial construit sur l’Ager Vaticanus, sur la rive droite du Tibre — le futur château Saint-Ange. C'est le second ouvrage à porter ce nom, après celui qu'Hadrien avait construit douze ans plus tôt sur la Tyne, à l'extrémité orientale du mur d'Hadrien.

### Période médiévale

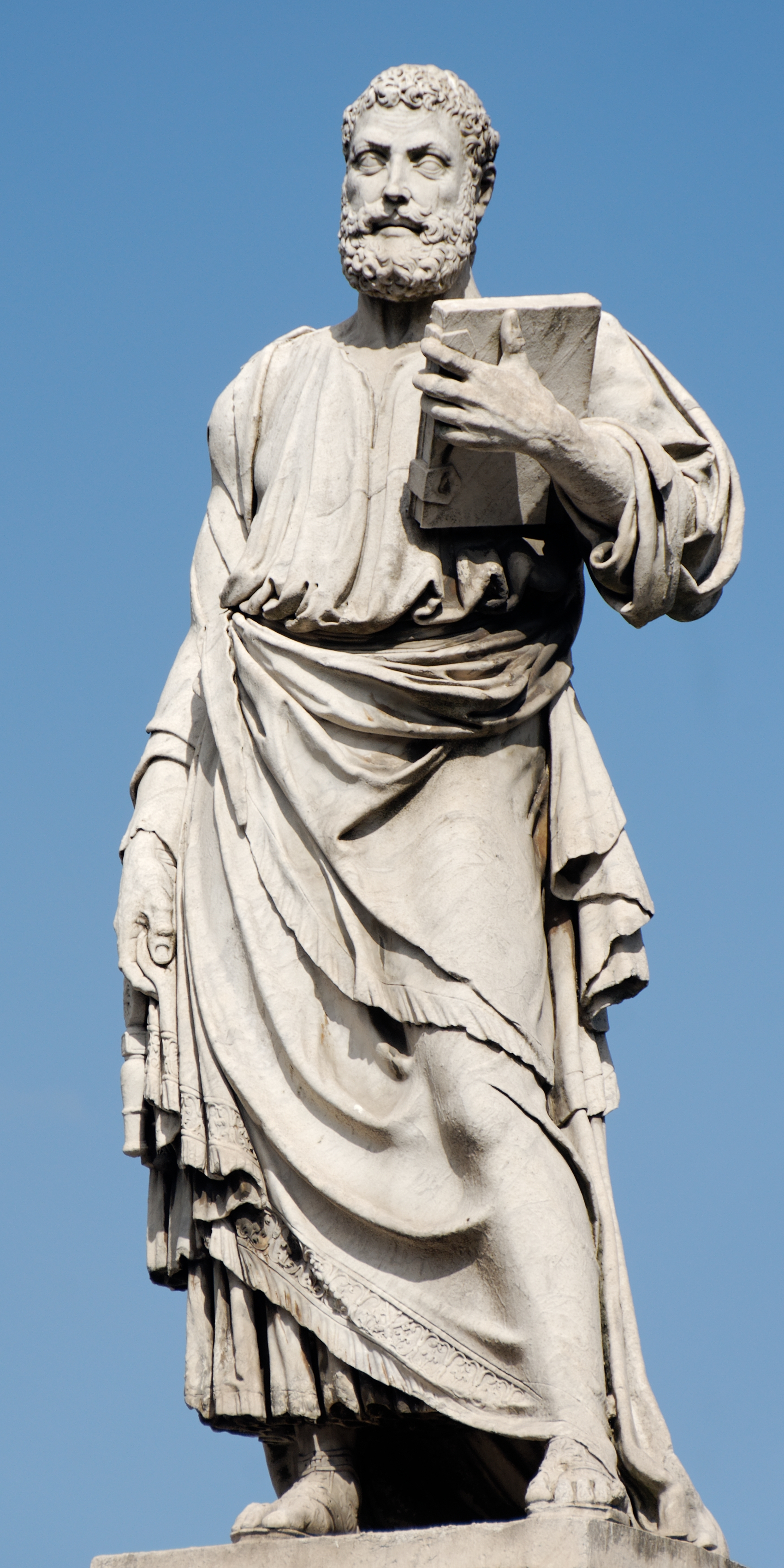
Saint Pierre par Lorenzetto, à l'entrée du pont.

Au Moyen Âge, le pont devient le principal point d'accès à la basilique Saint-Pierre et au Vatican. Tout comme le mausolée d'Hadrien, son nom se christianise : il devient le « pont Saint-Ange ». Cette christianisation s'explique par deux traditions légèrement différentes, toutes deux rapportées dans la Légende dorée de Jacques de Voragine, attribuant à l'archange Michel un rôle majeur dans la préservation de Rome, frappée par une épidémie de peste. Toutes deux se situent sous le pontificat de Grégoire le Grand, en 590. La première tradition est rapportée dans la notice de la saint Grégoire, le 12 mai : Grégoire ordonne qu'une image de la Vierge Marie, attribuée à saint Luc, soit portée en procession pendant la fête de Pâques. Aussitôt, la peste cesse, un ange apparaît et remet son épée au fourreau, signifiant la fin de l'épidémie. La seconde tradition est mentionnée dans la notice de la saint Michel, le 29 septembre : alors que Grégoire fait dire la grande litanie, il voit un ange lui apparaître et remettre son épée au fourreau, mettant fin à la peste. Dans les deux cas, on rebaptise le mausolée d'Hadrien, devenu une forteresse pontificale, le « château Saint-Ange », et le pont le « pont Saint-Ange ».

### Période de la Renaissance

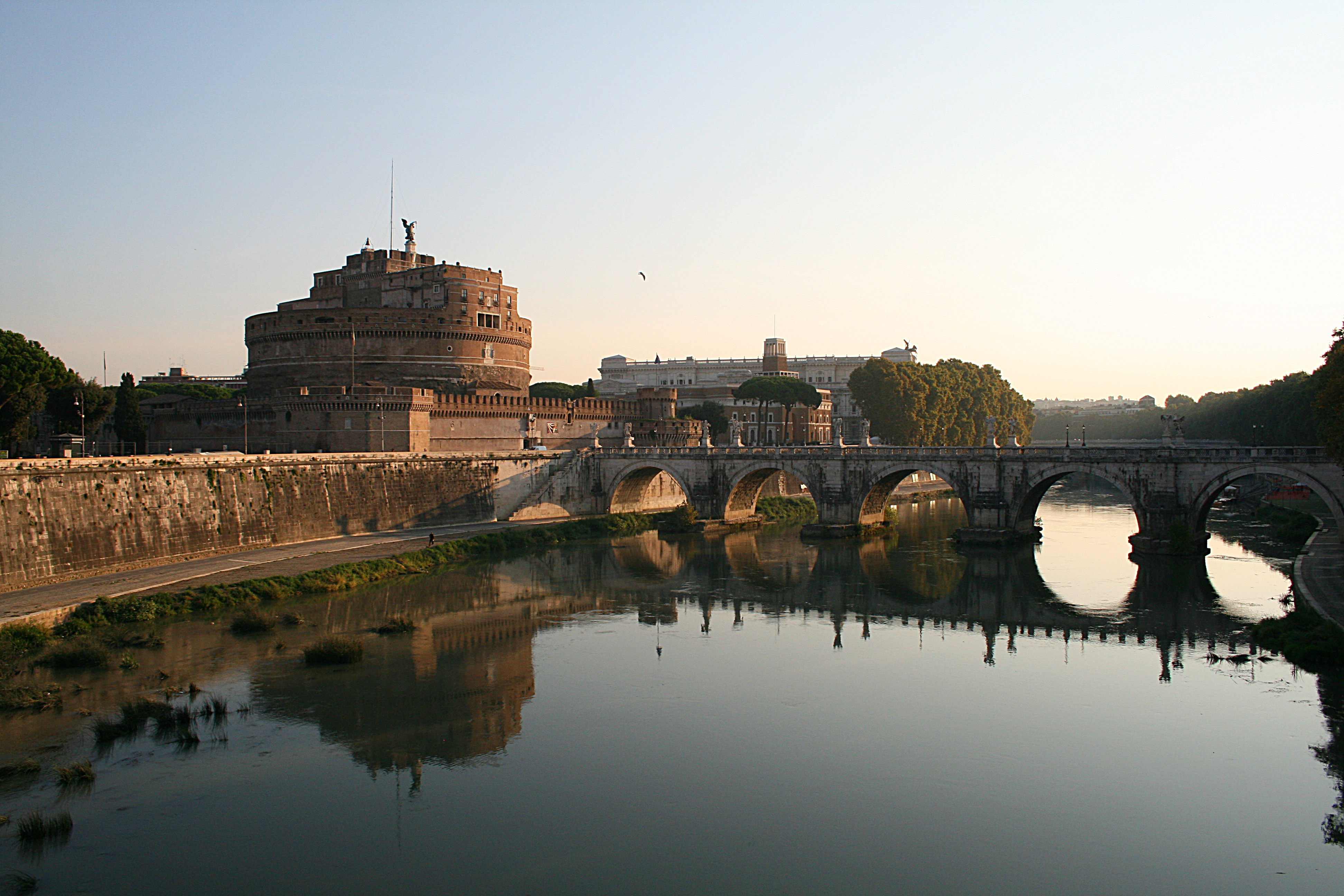
Le pont et le château Saint-Ange.

En 1527, le pont joue un rôle important lors du sac de Rome par les lansquenets de Charles Quint : il est occupé par les armées impériales qui assiègent le château Saint-Ange où s'est enfermé le pape Clément VII. Celui-ci parvient à s'enfuir et à quitter la ville. Revenu l'année suivante, il se lance dans un vaste programme iconographique visant à redorer le blason pontifical. En particulier, il fait nettoyer les abords du pont Saint-Ange et abattre les bâtiments en ruine qui y mènent. En 1534, il place à l'entrée du pont, sur la rive gauche du Tibre, des statues de saint Pierre et de saint Paul, respectivement par Lorenzetto et Paolo Romano. Le piédestal de la première porte l'inscription « ici, le pardon des humbles » (« hinc humilibus venia ») et celui de la seconde, « ici, le châtiment des orgueilleux » (« hinc retributio superbis »).

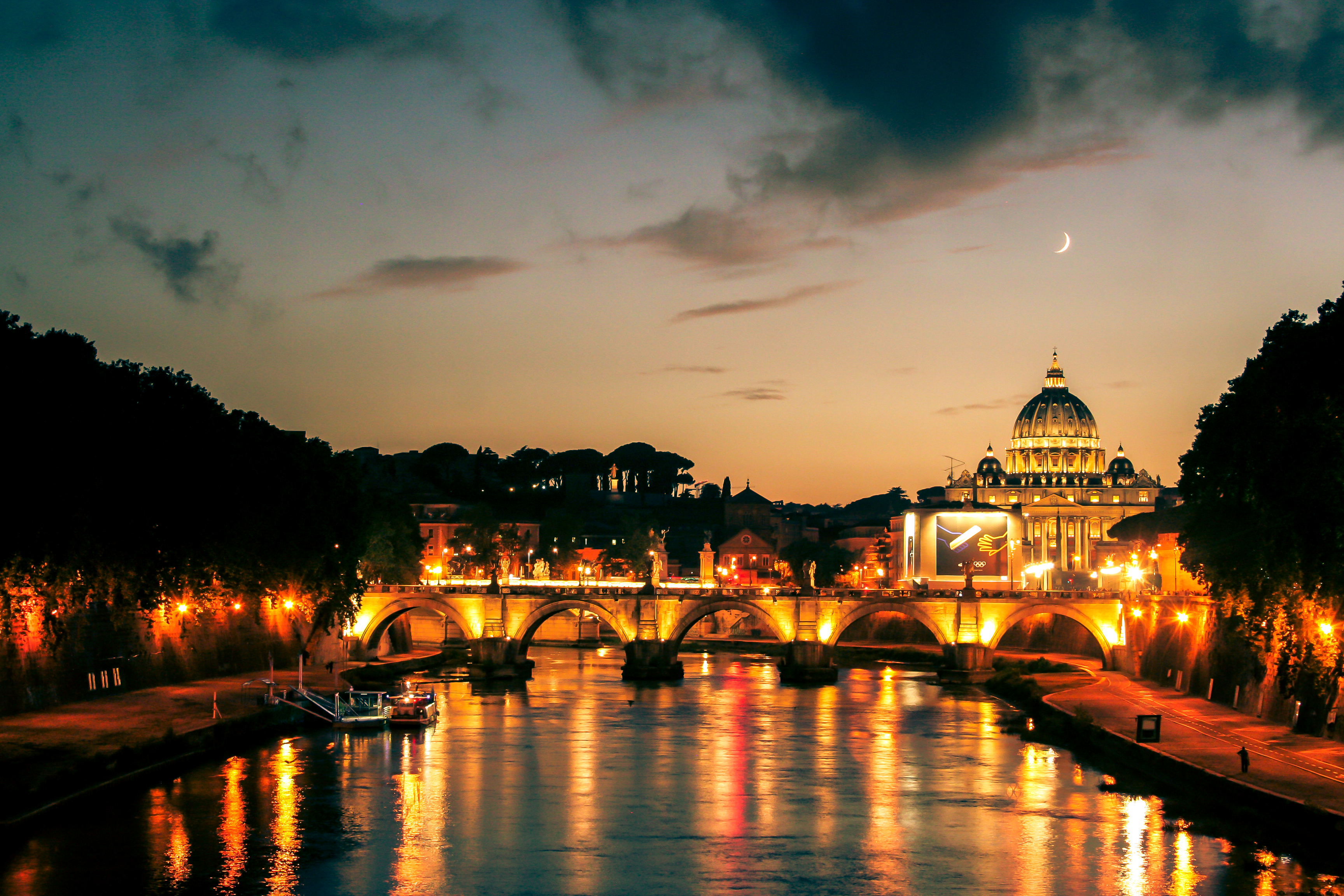
Le pont Saint-Ange et le Vatican.

Le pont Saint-Ange acquiert ainsi une importance nouvelle : il devient la tribune de la puissance pontificale. En 1536, Charles Quint réconcilié avec le pape fait une entrée triomphale dans Rome et emprunte le pont Saint-Ange, décoré pour l'occasion de huit statues temporaires : sur le parapet occidental sont figurés saint Pierre et les quatre évangélistes et, sur le côté oriental, saint Paul et quatre patriarches de l'Ancien Testament : Adam, Noé, Abraham et Moïse. L'entrée du pont devient également, au cours du XVIe siècle, le théâtre des exécutions, qui se tenaient auparavant au centre de Rome ; les têtes décapitées sont ensuite exhibées le long du parapet.
Quelques années plus tard, le pape Alexandre VII entreprend de rénover le pont. Il meurt avant d'avoir pu mettre son projet à exécution ; c'est son successeur Clément IX qui commence les travaux en 1667 et en confie la maîtrise d'œuvre au Bernin. Celui-ci s'inspire du pont Rouge qui relie alors l'île Saint-Louis à l'île de la Cité à Paris (aujourd'hui remplacé par le pont Saint-Louis) et impose une balustrade ouverte, jusqu'alors inconnue à Rome pour les ponts en pierre, afin de faire profiter les passants de la vue de l'eau. Il renforce les culées du pont par des contreforts pour leur permettre de mieux résister au courant en cas de crue. Les bâtiments à l'entrée du pont, échafaud compris, sont détruits pour créer la Piazza San Celso. Le Bernin fait également abattre les constructions situées à l'autre extrémité du pont et élargir la route, afin de dégager la vue vers Saint-Pierre et le Vatican. Enfin, il transforme le pont en chemin de croix symbolique en ornant le parapet de dix statues d'anges portant les instruments de la Passion.

## Les statues

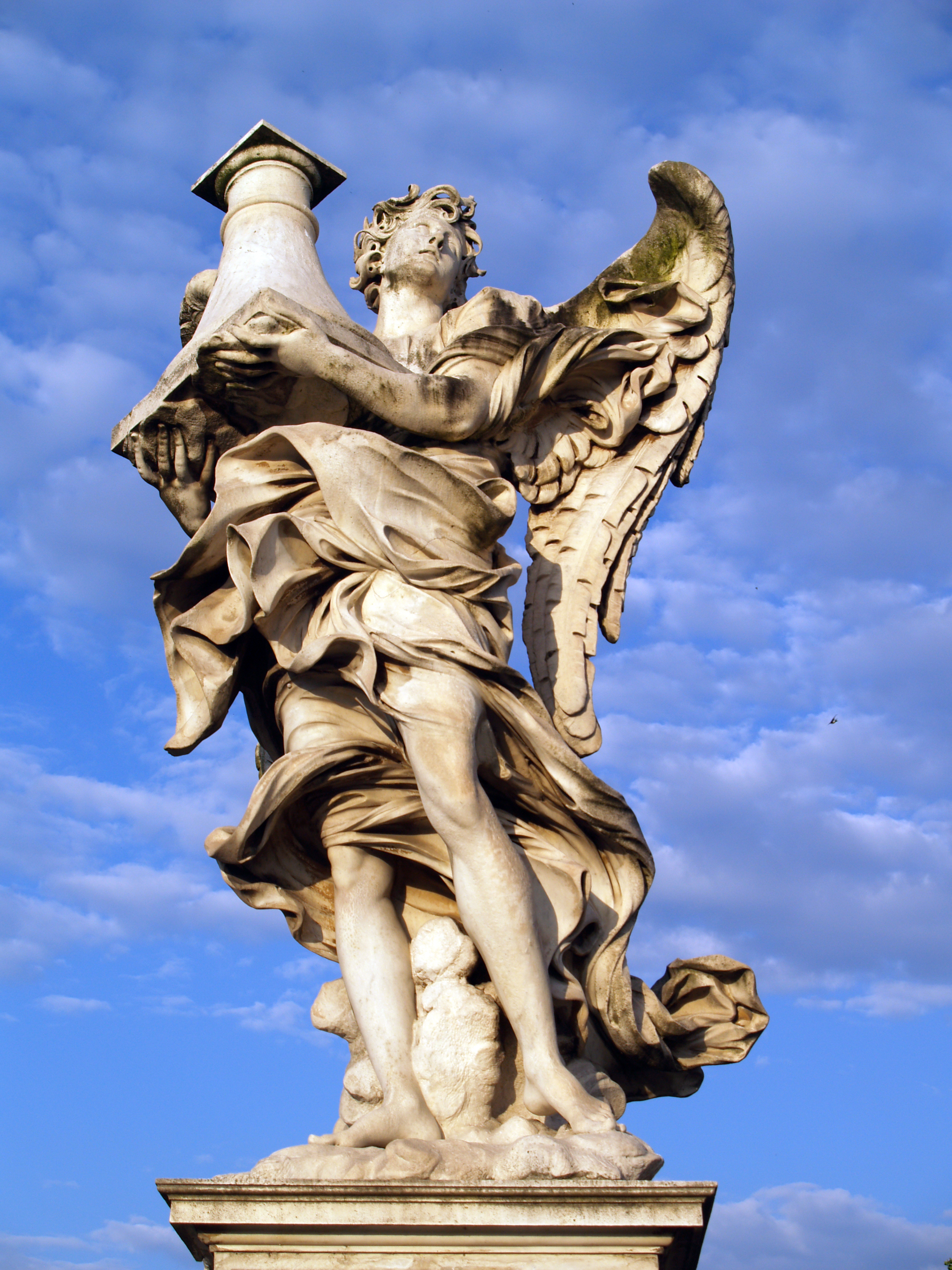
Ange à la colonne d'Antonio Raggi, avec l'inscription « mon trône était une colonne de nuée » (« tronus meus in columna », Siracide 24:4).
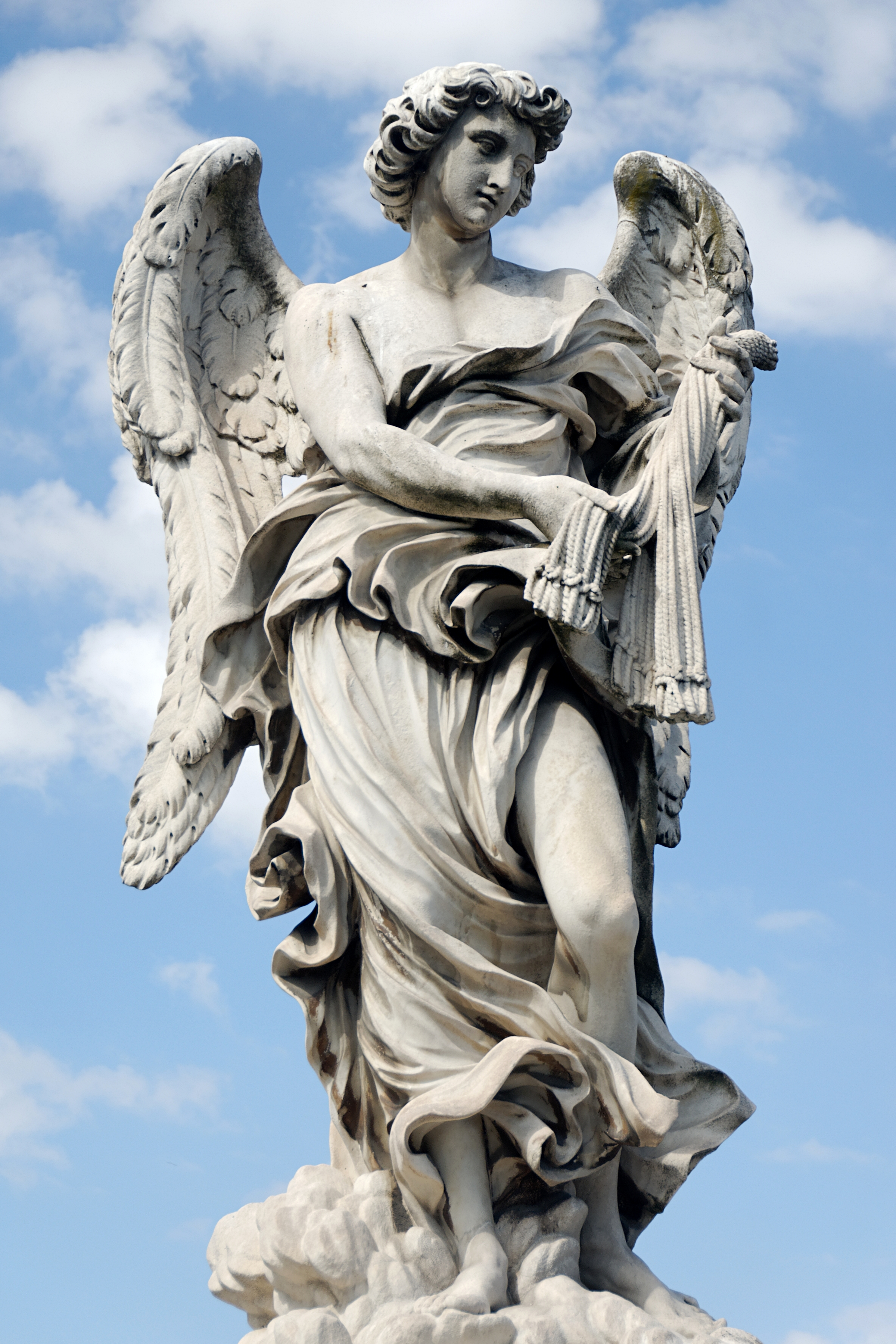
Ange au fouet de Lazzaro Morelli,  avec l'inscription « je suis prêt au châtiment » (« in flagella paratus sum », psaume 38:18).
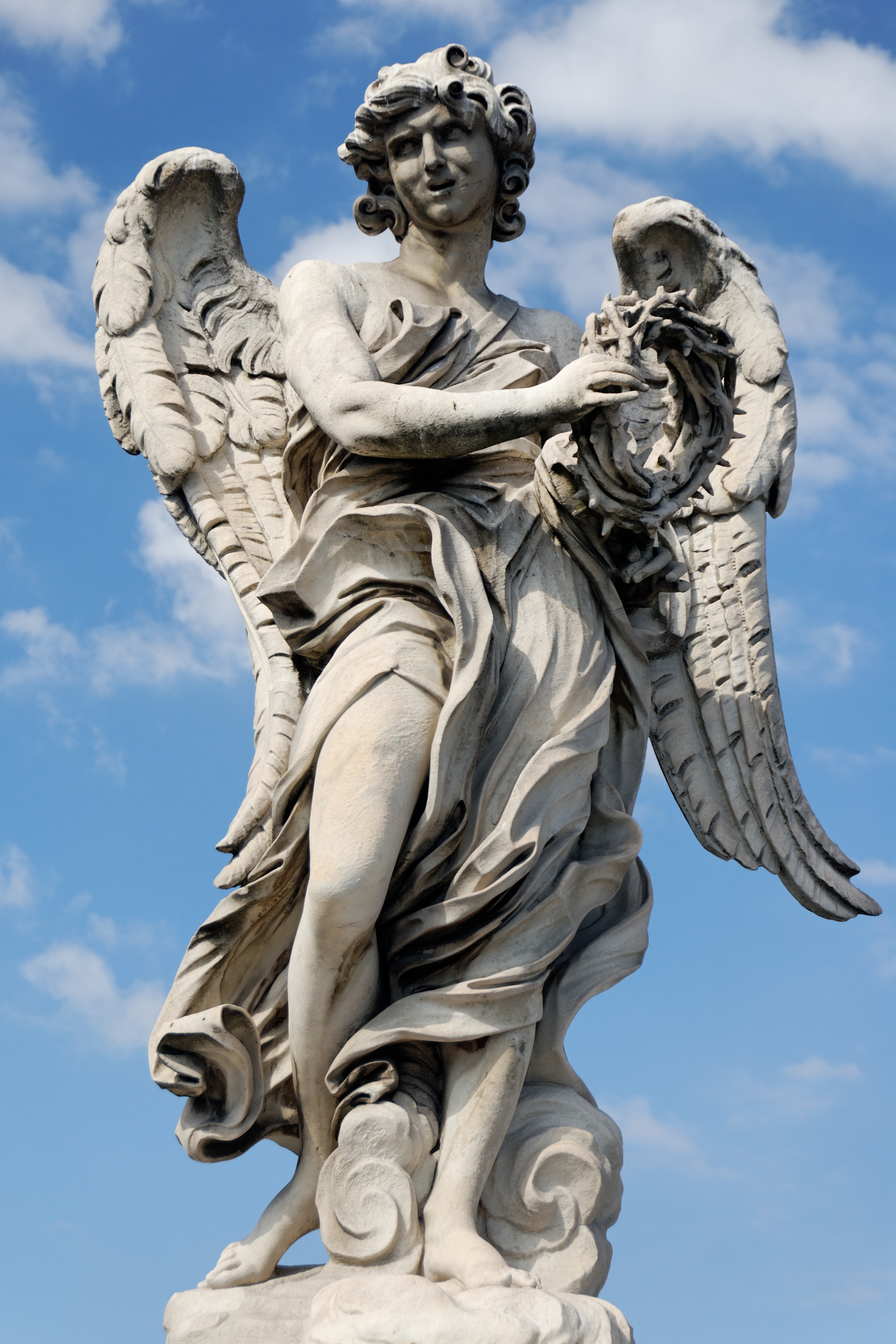
Ange à la couronne d'épines, copie du Bernin par Paolo Naldini, avec l'inscription « dans mon angoisse, tandis que l'épine s'enfonce »(« in aerumna mea dum configitur spina », psaume 31:4).
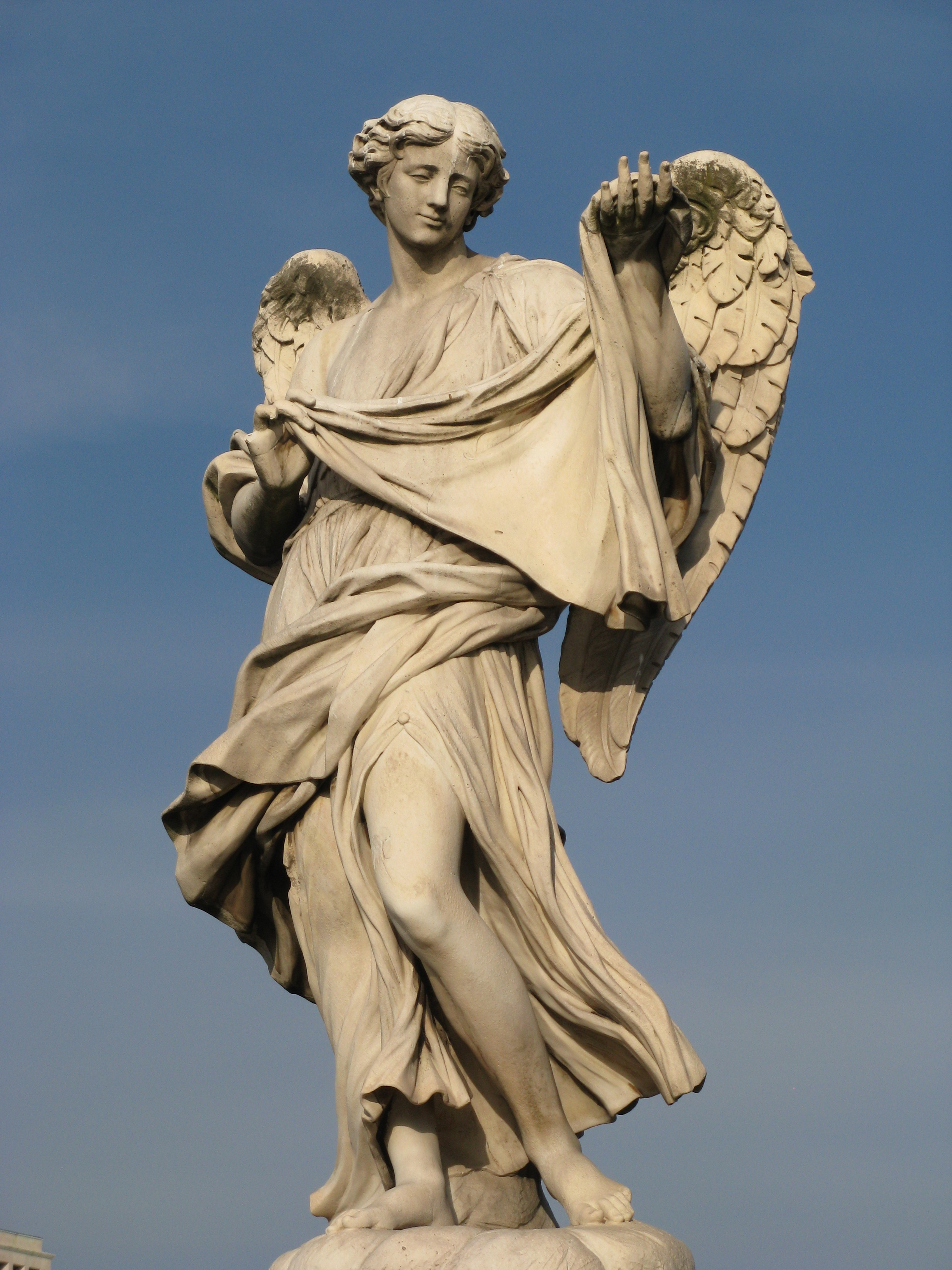
Ange portant le voile de sainte Véronique de Cosimo Fancelli, avec l'inscription « regarde la face de ton Oint » (« respice faciem Christi tui », psaume 84:9).
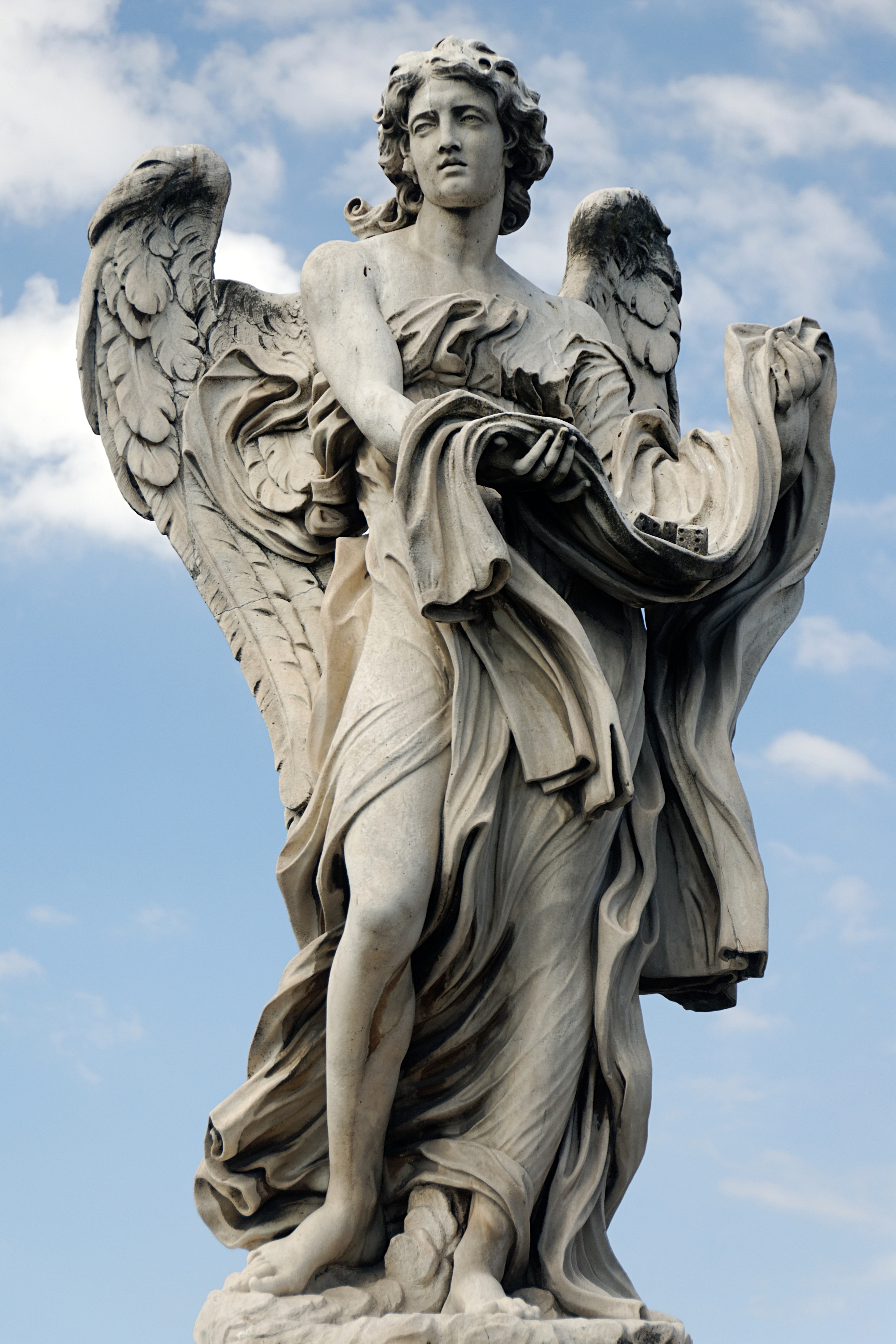
Ange portant un vêtement et des dés de Paolo Naldini, avec l'inscription « ils tirent au sort ma tunique » (« super vestimentum meum miserunt sortem », psaume 22:19).
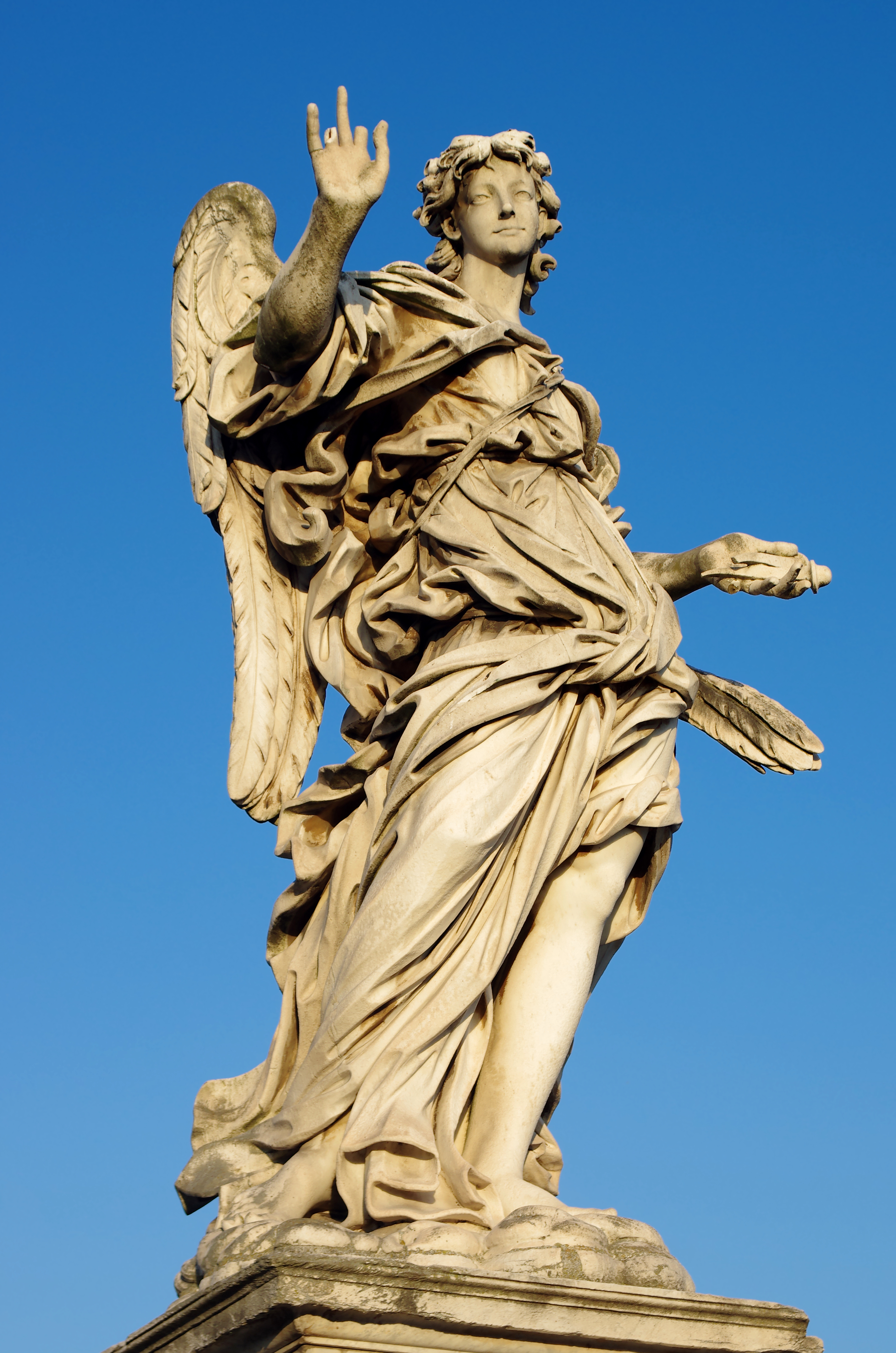
Ange portant des clous de Girolamo Lucenti (it), avec l'inscription « ils tourneront les regards vers moi, celui qu'ils ont percé » (« aspicient ad me quem confixerunt », Zacharie 12:10).
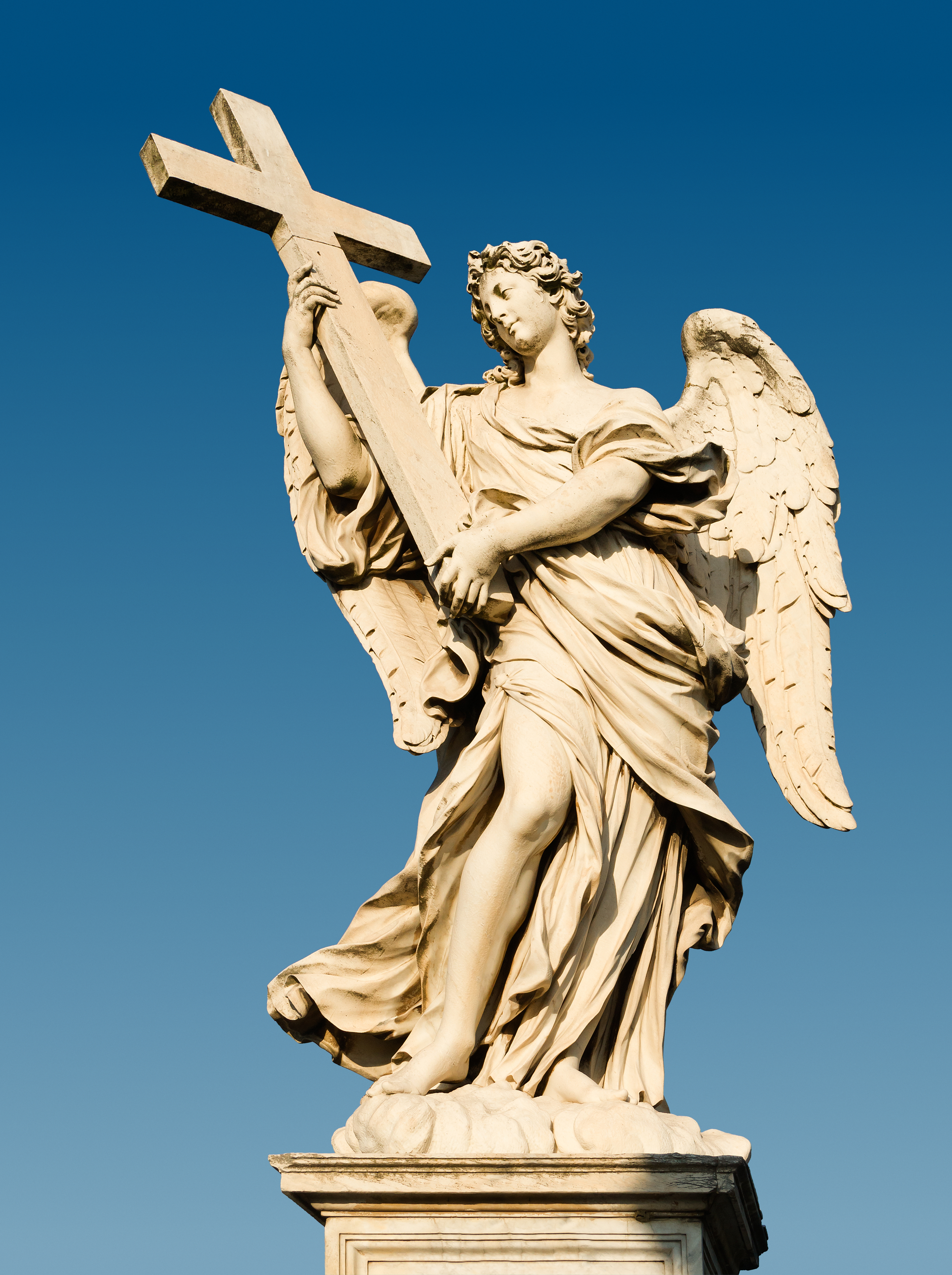
Ange à la croix d'Ercole Ferrata, avec l'inscription « l'insigne du pouvoir est sur son épaule » (« cujus principatus super humerum eius », Isaïe 9:16).
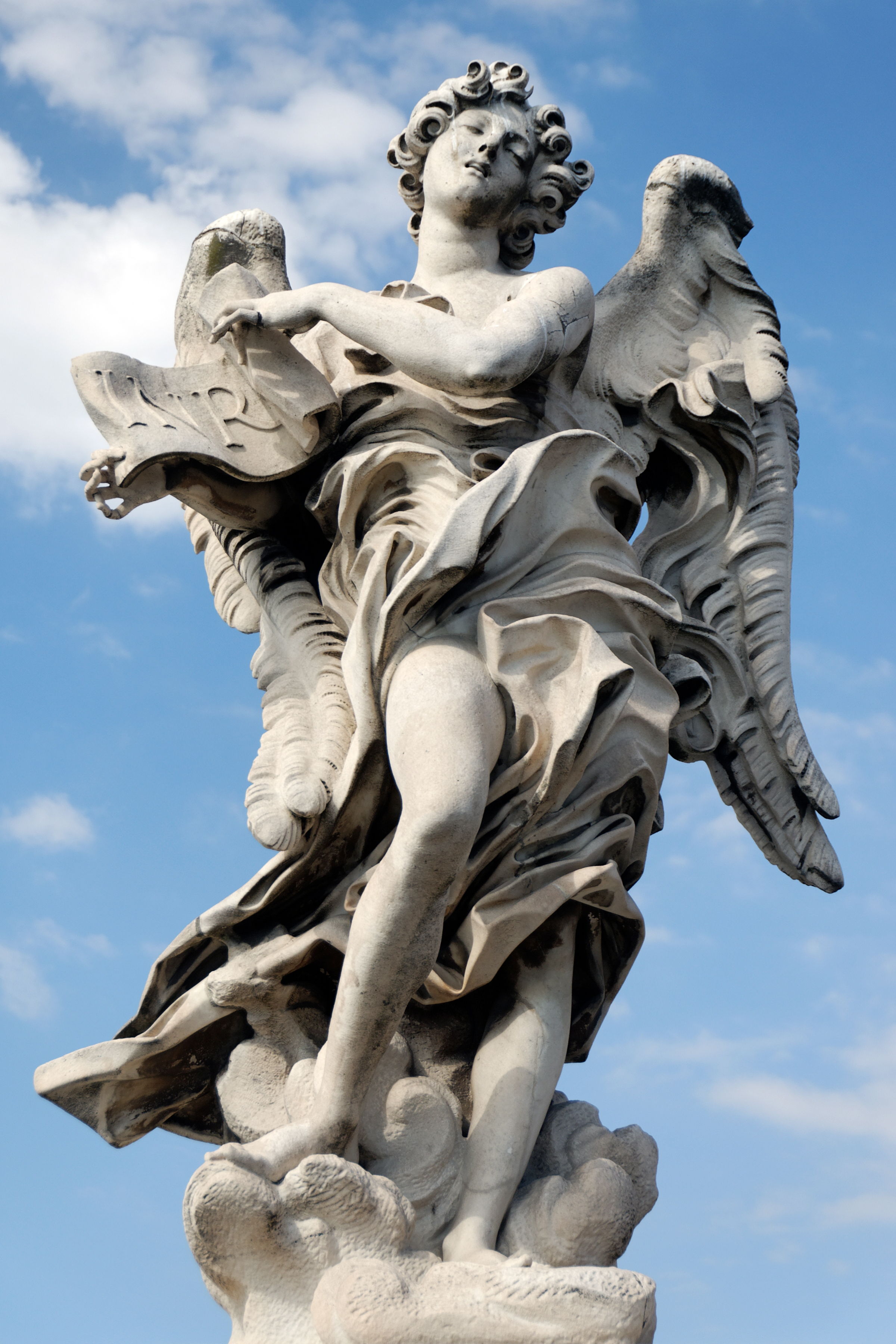
Ange portant le titulus INRI, copie du Bernin et de son fils Paolo par Giulio Cartari, avec l'inscription « Dieu a régné par le bois [de la croix] » (« regnavit a ligno deus », de l'hymne Vexilla regis de Venance Fortunat, citation fautive du psaume 96:10).
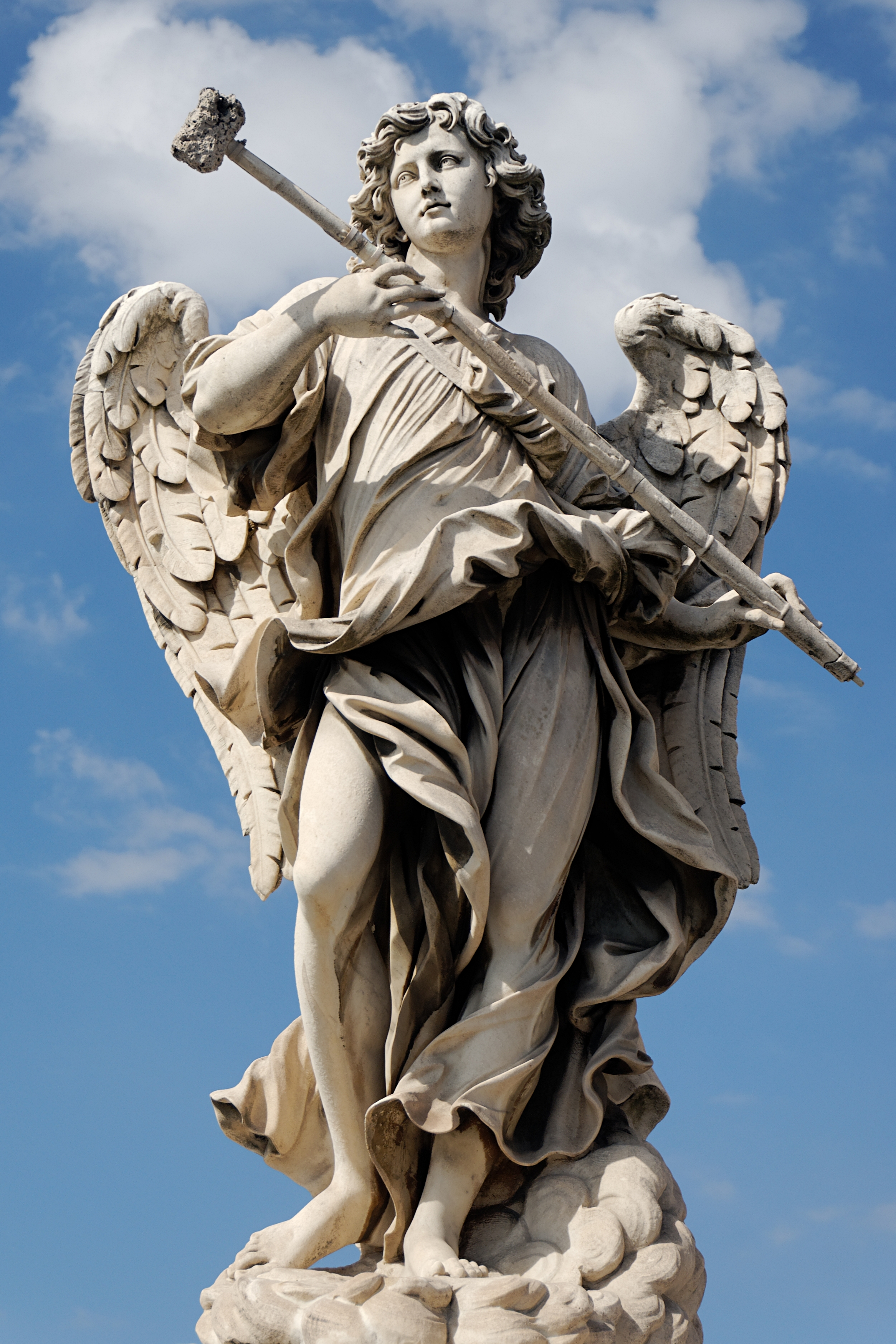
Ange à l'éponge de vinaigre d'Antonio Giorgetti (it), avec l'inscription « ils m'abreuvent de vinaigre » (« potaverunt me aceto », psaume 69:22).
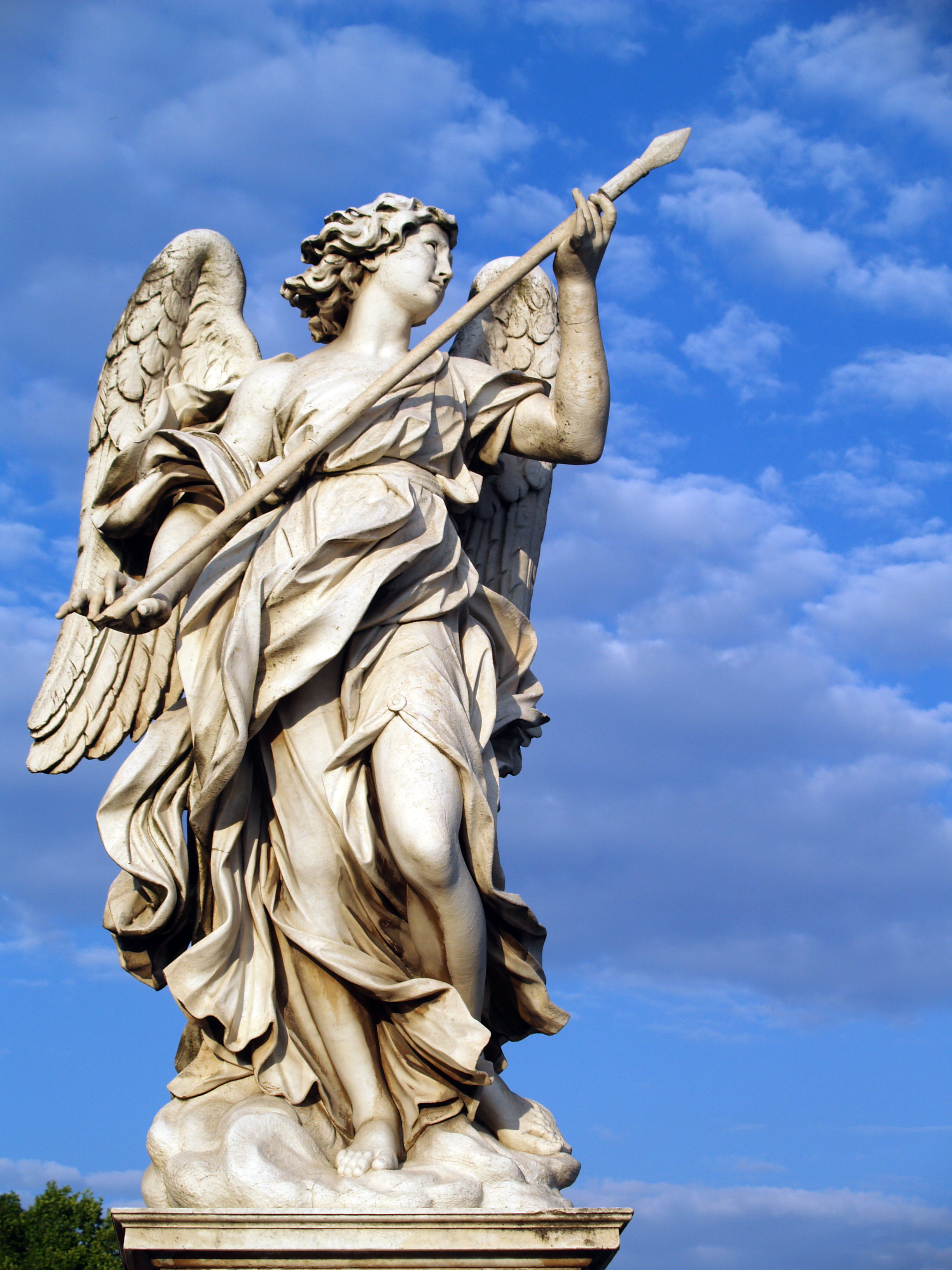
Ange à la lance de Domenico Guidi, avec l'inscription « tu as blessé mon cœur » (« vulnerasti cor meum »), Cantique des Cantiques 4:9).